# 横斑原缨口鳅
横斑原缨口鳅（学名：Vanmanenia striata）为平鳍鳅科原缨口鳅属的鱼类。分布於中国澜沧江和元江水系及金沙江支流等以及越南，一般栖息于流水环境以及底栖于多岩石的清水河溪。该物种的模式产地在越南。
它体长可达6.4公分。